# Pultenaea petiolaris
Pultenaea petiolaris är en ärtväxtart som beskrevs av George Bentham. Pultenaea petiolaris ingår i släktet Pultenaea och familjen ärtväxter. Inga underarter finns listade i Catalogue of Life.